# Constant Wauters
Constant Wauters (Antwerpen, 1826. július 5. – Nápoly, 1853. szeptember 22.) belga festőművész.

## Életpályája
Az idősebb Ferdinand de Braekeleer tanítványa volt. 

## Képgaléria

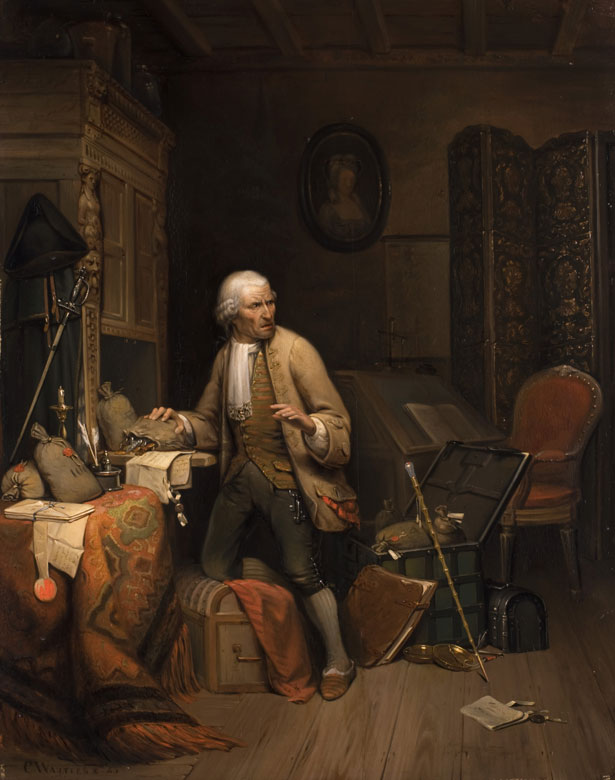
A lopáson kapott háziszolga
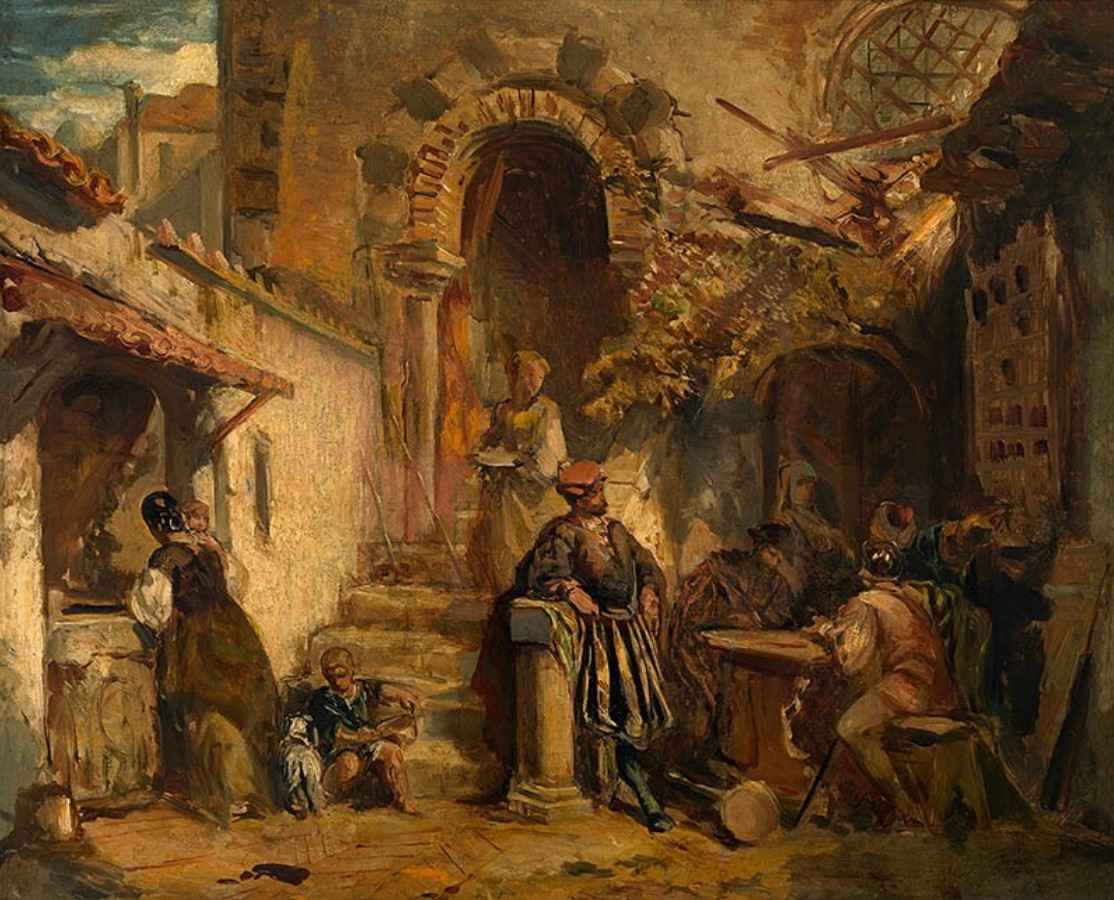
Cigányok